# الیور زلنیکا
الیور زلنیکا (انگلیسی: Oliver Zelenika؛ زادهٔ ۱۴ مهٔ ۱۹۹۳) یک بازیکن فوتبال اهل کرواسی است.